# 布朗迪 (埃松省)
布朗迪（法語：Blandy，法語發音：[blɑ̃di] ⓘ）是法国法兰西岛大区埃松省的一个市镇，属于埃唐普区。

## 地理
布朗迪（48°18'49"N, 2°15'28"E）面积7.91 平方千米，位于法国法蘭西島大區埃松省，该省份为法国北部内陆省份，北起上塞纳省和马恩河谷省，西接厄尔-卢瓦省和伊夫林省，南至卢瓦雷省，东临塞纳-马恩省。
与布朗迪接壤的市镇（或旧市镇、城区）包括：梅皮、欧德维尔、鲁夫尔圣让、塞迈斯、布鲁伊、鲁万维利耶、勒马勒塞布瓦。

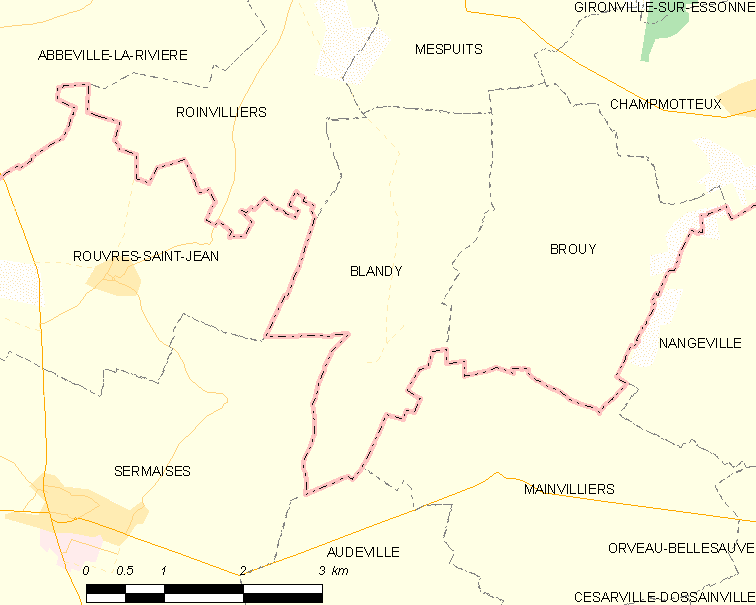
的OSM定位图

布朗迪的时区为UTC+01:00、UTC+02:00（夏令时）。

## 行政
布朗迪的邮政编码为91150，INSEE市镇编码为91067。

## 政治
布朗迪所属的省级选区为埃唐普县。

## 人口

1962-2008年间人口变化图示

布朗迪于2022年1月1日时的人口数量为115人。